# Fyrkarakter
Fyrkarakter kaldes den måde hvorpå et fyr, et fyrskib eller et sømærke lyser og er mørkt på så de kan identificeres.
Fyrkaraktererne for fyr angives i søkort med særskilte betegnelser som fastsættes af International Association of Lighthouse Authorities (IALA-AISM). Fyrkarakteren Gp Oc(3) 10s 15m 10M angiver eksempelvis at lyset er tændt længere tid end det er slukket (Gp Oc) i grupper af tre (3) med en periode på ti sekunder (10s). Fyret formørkes med andre ord tre gange i hurtig rækkefølge hvert tiende sekund. Endvidere fremgår det at fyrets lys er femten meter over havniveau og fyret kan ses på ti sømils afstand (10M). Fyret kan altså ses på cirka 19 kilometers afstand forudsat god sigt og at observatøren er på mindst 5 meters højde.
I fyrkarakteren angives lysets farve med bogstaverne W (white) for hvid, R (red) for rød og G (green) for grøn. Sekundangivelserne angiver fyrkarakterens periode, den tid det tager for fyrkarakteren at færdiggøre sin cyklus og starte forfra. Et vinkelfyr benytter ofte alle tre farver for at markere hvornår man ligger korrekt i en sejlrende. Når man ligger korrekt i sejlrenden vil fyret lyse hvidt, men kommer man for langt mod bagbord ændrer lyset sig til rødt og kommer man for langt mod styrbord bliver lyset grønt. Ved at styre fartøjet således at man har sin bagbords lanterne (rød) mod fyrets røde lys bevæger fartøjet sig mod den hvide sektor og vice versa med den grønne fyrvinkel og den grønne lanterne.

## Lyskarakterer
Lyskaraktererne vil sige hvordan, lyset blinker, formørkes eller lyser kontinuerlig. Dette gøres for at kunne genkende de forskellige lysmærker fra hinanden.
| 1. Fast |

| 2. Formørkelse Den samlede periode hvor fyret er tændt er længere end den samlede periode det er slukket (okklusioner) |

| 3. Isofase |

| 4. Blink Den samlede periode med lys er indre end den samlede mørke periode. |

| 5. Hurtigblink Blink med en rate på mellem 50 og 79 blink i minuttet. |

| 6. Meget hurtigt blink Blink med repetion mellem 80 og 159 blink i minuttet. |

| 7. Ultrahurtigt Blink gentaget med en rate på mere end 160 blink per minut. |

| 8. Morsekode |

| 9. Fast og blink |

| 10. Alternerende |

### Forkortelser for de internationale beskrivelser
Lyskarakterer og egenskaber kan beskrives i prosa, som for eksempel "Blinkende hvidt lys hvert tredje sekund" eller "Fast lys med to formørkelser hvert 5. sekund". Lister over lys og søkort anvender imidlertid forkortelser. Notationen for forkortelsen er lidt forskellig fra den ene fyrliste til den anden, med punktummer lagt til eller fjernet, men almindeligvis følges et mønster, som ligner på det følgende:
- En forkortelse for type lys, for eksempel "Fl." (fra engelsk "flashing") for blinkende, "F." for fast lys og "Oc." for såkaldt okkulterende lys (formørkelsesfyr) hvor lyset har blink efter et gentagende mønster.
- Farven på lyset, for eksempel "W" for hvid, "G" for grøn, "R" for rød, "Y" for gul. Hvis ingen farve er angivet, underforstås generelt hvidt lys eller at kortet viser farvesektorer.
- Cyklusperioden, for eksempel "10s" betyder ti sekunder.
- Yderligere parametre kan omfatte:

* Højden på lyset, også omtalt som lyshøjde, almindeligvis baseret på højvande, for eksempel "15m" for 15 meter over havet.
* Rækkevidden, hvor lyset er synligt, for eksempel "10M" for 10 sømil.
Et eksempel på en komplet beskrivelse af lyskarakter er "Oc (3) W 10s 15m 10M". Dette betyder, at lyset indeholder en gruppe med okkulterende lys, hvor en gruppe på tre formørkelser gentages hvert 10. sekund. Videre er lyset hvidt, lyshøjden er 15 meter over højvande og er synligt i 10 sømil (18,52 km).

### Beskrivelse af lyskaraktererne

#### Fast lys
Et fast lys med forkortelsen "F" (Fixed) er et kontinuerlig og jævnt lys.

#### Blinkende lys
Et blinkende lys er et rytmisk lys, hvor den totale varighed af lyset i hver periode er klart kortere end den totale varighed af mørket. Videre er alle lysglimt af samme varighed. Det er mest brugt for enkeltblinkende lys, som kun giver enkle lysblink som gentages med jævne mellemrum; da benyttes forkortelsen "Fl". (Flashing) Det kan også bruges sammen med en gruppe af blink, som gentages regelmæssigt, da med forkortelser som "Fl. (2)", som står for to blink i hver gruppe. En anden mulighed er en sammensat gruppe, der successivt i perioden har forskellig antal blink, for eksempel  "Fl. (2 + 1)", som angiver en gruppe på to blink efterfulgt af et blink.
Et andet kendetegn er såkaldt langt lysblink, som er længere end to sekunder. Sådanne lys har forkortelsen "L.Fl" (fra engelsk «Long Flash»).
Hvis hyppigheden af blink er stor, det vil sige 60 blink per minut, betegnes dette som «hurtige blink», med forkortelsen «Q» (fra engelsk «quick»).

#### Okkulterende lys
Et okkulterende lys er et rytmisk lys, hvor varigheden af lys i hver periode er længere end den totale varighed af mørke (formørkelsen). Med andre ord er det det modsatte af et blinkende lys, hvor den totale varighed af mørke er længere end varigheden av lyset. Sådanne fyr ser ud til at blinke af snarere end at blinke på. Forkortelsen er "Oc" (fra engelsk "occulting"). På samme måde som for et blinkende lys, kan et okkulterende lys have kun én enkelt periode med mørke. Det er også almindeligt, at flere perioder med mørke grupperes og gentages med jævne mellemrum. Et eksempel er en gruppe med tre formørkelser, forkortet "Oc(3)". Formørkelsen kan også være en sammensat gruppe, for eksempel "Oc(2 + 1)", med to formørkelser af samme længde efterfulgt af en sidste med anden længde.

#### Isofase lys
En isofase lys med forkortelsen "Iso" er et lys, som har mørke og lyse perioder af samme længde. Præfikset fra det græske ord "iso-" (som betyder "samme" eller "ens").

#### Hurtig lys
Et hurtigt lys med forkortelsen "Q" er et særtilfælde af et blinkende lys med stor hyppighed (normalt 50 eller 60 blink i minuttet).
Hvis sekvensen af blink bliver afbrudt af regelmæssigt gentagne formørkelser af konstant og lang varighed, bliver lyset betegnet "afbrudte hurtige blink" med forkortelsen "IQ" (fra engelsk "interrupted quick").
En serie med hurtige blink efterfulgte af en mørkeperiode har notation som for eksempel "Q(9)" for ni hurtige blink. På engelsk kaldes dette for "quick group flashes".

#### Morsekode
Et lys med morsekodekarakteristik er lysperioderne sådanne, at det opstår to klart uens varigheder (som prikker og streger i morsealfabetet). Grupper af lys sættes sammen for at repræsentere et bokstav eller et tegn i morsekoden. For eksempel giver "Mo.(A)" en lyskarakteristik, hvor hver cyklus med lys vises for en kort periode (prik) efterfulgt af en lang periode (streg), altså morsekoden for bokstaver "A".

#### Fast og blinkende
Et fast og blinkende lys, forkortet "F. Fl" eller "FFI" (fra engelsk "fixed" og "flash"), er en karakteristik med fast lys med lille intensitet kombineret med et blinkende lys med stor intensitet.

#### Alternerende
Et vekslende lys, forkortet "Al" (fra engelsk "Alternating"), er et lys, som viser vekslende farver. Et eksempel er "Al WGB", som betyder, at lyset veksler mellem hvidt, grønt og blåt lys.
Nedenfor følger en tabel som viser de forskellige grundkarakterer fyr kan have med et eksempel for hver grundkarakter. Farverne og antal blink (cifrene i parentes) kan variere i et uendelige.
| Navn                           | Forkortelse | Forklaring |  |
| ------------------------------ | ----------- | --- |  |
| Fixed light                    | FW          | Fast lys (hvidt). |  |
| Flashing light                 | Fl          | Lysblink, sædvanligvis 0,7 sekunder langt.                                                                                            |  |
| Group-flashing light           | Fl(3)       | Lysblink i grupper. Cifrene i parentes angiver antal blink i hver gruppe                                                              |  |
| Quick light                    | Q           | Hurtigt lysblink, 50-79 blink per minut.                                                                                              |  |
| Very quick light               | VQ          | Meget hurtigt lysblink, 80-149 blink per minut                                                                                        |  |
| Continuous ultra quick light   | UQ          | Ultrahurtigt lysblink - 150 eller flere blink per minut.                                                                              |  |
| Long-flashing light            | LFl         | Mindst 2 sekunder langt lysblink, hvor mørkeperioden er mindst tre gange så lang som lysperioden                                      |  |
| Group-long-flashing light      | LFl(3) RWG  | Grupperet blink af Long-flashing light-karakter.                                                                                      |  |
| Isophase light                 | Iso         | lys- og mørkeperioder er lige lange.                                                                                                  |  |
| Occulting light                | Oc          | Fyret lyser længere end mørkeperioden.                                                                                                |  |
| Group-occulting light          | Oc(2)       | Grupperet mørkeperioder af Occulting-light-karakter.                                                                                  |  |
| Morse Code light               | Mo(4)       | Lysblink som viser morsesignaler, morsesignalet er angivet i parentes.                                                                |  |
| Composite group-flashing light | (3+2)       | Tillæg til fyrkarakterer af typen Fl, Oc eller LFl. Lysblinkene er opdelt i 2 grupper.                                                |  |
| Interrupted quick light        | IQ          | Regelmæssige lysblink af Q-karakter som pludselig ophører under resten af perioden. Kan forefindes på fyrkaraktererne Q, VQ eller UQ. |  |
| Fixed and flashing light       | F Fl        | Konstant lys med regelmæssigt forstærket lysblink.                                                                                    |  |
| Alternating light              | Al WR       | Vekslende farveblink. Bogstaverne efter betegnelsen viser farverne som vises under perioden.                                          |  |
| Extinguished                   | (exting)    | Slukket fyr. |  |
| Occasional                     | (occas)     | Lejlighedsvis tændt fyr. |  |

## Sektorlys og farver

### Farvet lys fortæller om sikre eller usikre farvande
Fyrlysets forskellige farver fremkommer ved, at der placeres farvet glas foran lyset (afskærmning). Resultatet bliver, at fyret udstråler sektorer med lys, som har en anden farve end hvid. Der bruges oftest røde og grønne sektorer for usikre farvande, altså områder hvor der er grunde, skær, holme, vrag, næs og øer i farvandet. Ved sikker navigering bør man som en enkel regel have hvidt lys både foran og agter, altså både fra fyr, som man styrer mod og sejler fra. Som illustrationen til højre viser, vil man normalt komme i rød sektor, hvis man styrer for langt til bagbord (venstre), og grøn sektor, hvis man kommer for langt til styrebord (højre).

### Over hinanden lygter
I snævre indsejlinger, sunde og passager bruges såkaldte over hinanden lygter. Disse er sat op således, at lygten længst væk fra sejlrenden er højere end den nærmeste. Når en observatør ser begge lyse over hinanden, går skibet i lige linje mod lygterne og skibet kan sejle trygt på denne kurs. Over hinanden lygter har ofte uens karakter, og ofte har de rødt lys.